# آرنولد گلن
آرنولد گلن (آلمانی: Arnold Gehlen؛ ۲۹ ژانویهٔ ۱۹۰۴ – ۳۰ ژانویهٔ ۱۹۷۶) یک انسان‌شناس اهل آلمان بود.